# Structuralisme génétique
Le structuralisme génétique est une forme particulière de structuralisme se distinguant par sa prise en compte de la dimension diachronique (historique) et son intérêt pour la formation (« genèse ») et l'évolution des structures étudiées. Il s'identifie largement à l’œuvre de Jean Piaget et de Lucien Goldmann qui en furent les initiateurs dans les années 1950 en épistémologie, ainsi qu'à l’œuvre de Pierre Bourdieu qui en reprit et modifia le concept en sociologie à partir des années 1970. Chez Piaget et Goldmann, le structuralisme génétique est synonyme d'épistémologie génétique, tandis qu'il s'identifie plus tard chez Bourdieu au structuralisme constructiviste.
À partir des années 1970, avec l'apparition du paradigme cognitiviste et systémique, avec les travaux sur les systèmes ouverts et la linguistique de Chomsky, le structuralisme génétique devient le courant dominant du structuralisme au détriment du courant formaliste qui dominait dans les années 1960 (Greimas, Barthes, Lacan). Moins médiatique, ce second structuralisme d'inspiration naturaliste se fondra progressivement dans les disciplines qui le mettent en œuvre (sciences sociales, physique, chimie, mathématiques) mais existe encore aujourd'hui comme courant de pensée en épistémologie.

## Contexte historique
Lorsque se cristallise progressivement dans les années 1950 le paradigme structuraliste dans les sciences humaines et sociales, principalement en France, la mise entre parenthèses de la dimension temporelle devient rapidement une de ses caractéristiques les plus marquantes. Dans la lignée de la linguistique saussurienne, du positivisme logique du Cercle de Vienne et des structures mathématiques bourbakiennes, le structuralisme postule le caractère statique des faits de réalité, qu'il étudie sous l'angle non de leurs unités élémentaires mais des relations entre ces unités, l'ensemble de ces relations étant appelé « structure ». Le langage est utilisé comme paradigme majeur pour opérer une mathématisation du réel, suspendant la dimension historique des phénomènes pour les étudier exclusivement sous l'angle synchronique, spatial. Chez de nombreux auteurs structuralistes (Greimas, Barthes, Lacan notamment), les structures du réel s'identifient au langage et le structuralisme se confond avec le formalisme (entendu au sens mathématique du terme), à tel point que les deux termes sont parfois entendus comme synonymes.

## Piaget et Goldmann
Piaget (avec son assistant Lucien Goldmann) appartient à cette filiation logicisante en épistémologie au sens où il acquiert précocement l'intuition que la démarche scientifique doit s'attacher à étudier le réel comme un tout organisé selon des réseaux de relations non immédiatement perceptibles; cependant, travaillant sur un matériau biologique, il demeure tout au long de sa carrière dans une optique naturaliste, centrée sur l'évolution des formes naturelles (au sens d'Aristote) et développe donc un structuralisme épistémologique laissant une large place au concret et à la dimension temporelle, en opposition au structuralisme formaliste et abstrait qui dominera la scène médiatique au milieu des années 1960 en France.
En 1959 est organisé à Cerisy-la-Salle (Manche) un colloque scientifique sous le titre de Genèse et Structure, qui va « mettre très tôt en évidence un des thèmes majeurs des débats futurs suscités par le paradigme structuraliste dans ses rapports avec l'histoire ». Piaget et Goldmann sont parmi les organisateurs, le premier intervenant sur le thème de la psychologie de l'enfant, le second présentant ses travaux en littérature sur les Pensées de Pascal et le théâtre de Jean Racine.
En 1968 Piaget se voit confier la rédaction du Que Sais-je sur le structuralisme, et développe largement la notion de transformation structurale, c'est-à-dire d'évolution des structures du réel par mouvements de recomposition, selon la même inspiration naturaliste que l'anthropologue Claude Lévi-Strauss dans ses études sur les mythes. Piaget rappelle à ce sujet l'importance des travaux de biomathématiques de D'Arcy Wentworth Thompson et son ouvrage On Growth and Form (1917) sur la genèse des formes naturelles, dont l'anthropologie structurale de Lévi-Strauss s'inspire largement.
Dans les années 1970, le structuralisme génétique de Piaget centré sur les notions de transformation et d'autorégulation est conforté par le développement de travaux scientifiques sur les systèmes ouverts, évoluant rapidement vers une vaste révolution scientifique comprenant notamment les structures dissipatives d’énergie décrite par le prix Nobel Ilya Prigogine, la théorie du chaos, la théorie des catastrophes du mathématicien et philosophe René Thom, la « deuxième cybernétique » du psychiatre W. Ross Ashby (auto-organisation) et des biologistes Humberto Maturana et Francisco Varela (morphogenèse et autopoïèse). Ce mouvement général s'intéresse à l'étude des systèmes éloignés de leur point d’équilibre, et à la façon dont un nouvel équilibre peut émerger d'une telle situation. Le terme d' émergence apparaît pour désigner ces nouvelles théories de la forme, et les propriétés naissant de la réorganisation spontanée d'un système.
Les années 1970 marquent donc un tournant dans l'histoire du structuralisme, avec le retour à la dimension temporelle et la généralisation du paradigme génétique prôné dès les débuts par Piaget et Goldmann. Ils sont rejoints dans ce « second structuralisme » à orientation naturaliste et cognitiviste par Claude Lévi-Strauss, Dan Sperber, Lucien Scubla en anthropologie, par Noam Chomsky en linguistique, et par des philosophes des mathématiques comme Jean Petitot.
Au XXIe siècle, bien que la référence au structuralisme ait très largement reflué, certains auteurs continuent de se réclamer de ce paradigme dans sa dimension naturaliste (plutôt qu'explicitement génétique), le plus souvent en référence à Lévi-Strauss, par exemple L. Scubla en anthropologie, J. Petitot ou G. Salmon en philosophie.

## Bourdieu
Dans les années 1960, Bourdieu construit ses théories sociologiques autour du paradigme structuraliste, notamment lors de ses travaux d'ethnologie en Kabylie, s'inspirant entre autres des concepts et méthodes de Durkheim, Mauss et Lévi-Strauss. Mais il est également fortement marqué par le marxisme, et réalise une synthèse originale des principes structuralistes de l'époque en réintroduisant au centre de sa réflexion les notions de sujet humain, d'action et de rapports sociaux de domination. Au début des années 1970 il reprend à son compte le terme et les principes du structuralisme génétique de Piaget et Goldmann, estimant qu'ils qualifient de façon satisfaisante sa théorie de l'univers social. Son structuralisme génétique, également appelé constructiviste, s'inspire parallèlement de la linguistique générative de Chomsky en plein essor en France à cette époque, et de la philosophie analytique de Wittgenstein relativement à l'influence de la règle sociale sur les pratiques humaines.
Cependant il ne cherche pas à reprendre tels quels les travaux de ses inspirateurs, et fonde une nouvelle théorie de l’espace social, au croisement des traditions marxiste et wébérienne, autour des concepts d'habitus, de champs sociaux, de violence symbolique.